# Colletot
Colletot är en kommun i departementet Eure i regionen Normandie i norra Frankrike. Kommunen ligger i kantonen Pont-Audemer som tillhör arrondissementet Bernay. År 2022 hade Colletot 179 invånare.

## Befolkningsutveckling
Antalet invånare i kommunen Colletot
Referens:INSEE